# Verena Schlüsselburg
Verena Gisela Schlüsselburg (* 11. März 1950 in Poritz) ist eine ehemalige langjährige Bürgermeisterin der Stadt Bismark und Kommunalpolitikerin für die DBD und die CDU. Von 1986 bis 1990 war sie Abgeordnete der Volkskammer.

## Vita
Schlüsselburg kam 1950 im damals noch eigenständigen Dorf Poritz in der Altmark als Tochter eines Landwirts zur Welt. Nach dem Besuch der Polytechnischen Oberschule absolvierte sie von 1966 bis 1968 eine Lehre zum Landwirtschaftskaufmann. Nach ihrer Ausbildung bekam Schlüsselburg eine Anstellung beim Rat des Kreises Kalbe als Finanzökonomin. Zwischen 1969 und 1973 absolvierte sie ein Fernstudium an der Agraringenieurschule Weimar, das sie als Ingenieurökonom abschloss. Bereits ab 1972 war sie als Hauptbuchhalterin beim Rat des Kreises Kalbe tätig, bevor sie 1974 zum Kreisbetrieb für Landtechnik in Kalbe wechselte, wo sie bis 1979 als Abteilungsleiterin arbeitete. 1979 wechselte Schlüsselburg zur Stadtverwaltung Bismark, wo sie zunächst als hauptamtliche Stadträtin für Komplexe Versorgung tätig war, später auch als amtierende Bürgermeisterin. 1985 wurde Schlüsselburg offiziell als Bürgermeisterin der Stadt Bismark gewählt. In diesem Amt führte sie das Altmarkstädtchen durch die politische Wende und wurde auch in der Folgezeit mehrfach als Bürgermeisterin wiedergewählt, zuletzt 2009. Anfang 2017 übergab sie nach über 30 Jahren ihr Amt an ihre Nachfolgerin Annegret Schwarz. Darüber hinaus ist Schlüsselburg seit mindestens 2014  Vorsitzende der Lokalen Aktionsgruppe Mittlere Altmark. Diese ländliche Region wird durch das LEADER-Maßnahmenprogramm der Europäischen Union gefördert.

## Politik
Bereits mit 18 Jahren trat Schlüsselburg in die Blockpartei DBD ein. Ab 1970 vertrat sie für einige Jahre ihre Partei im Kreistag von Kalbe. Ab 1979 war sie Stadtverordnete der Stadtverordnetenversammlung von Bismark. Zu den Volkskammerwahlen 1986 stellte die DBD Schlüsselburg als Kandidatin zur Wahl. Sie vertrat anschließend die DBD bis zum März 1990 im DDR-Parlament. Dort gehörte sie dem Ausschuss für Gesundheitswesen an. Wie viele DBD-Mitglieder trat sie 1990 in die CDU über. Seit 2014 vertritt sie die CDU im Kreistag des Landkreises Stendal und ist dort bis 2024 gewählt.

## Ehrungen
Für ihr jahrzehntelanges kommunales Engagement wurde Schlüsselburg im Sommer 2019 mit der Verdienstmedaille des Bundesverdienstkreuzes ausgezeichnet.